# Aljaksandr Džyhera
Aljaksandr Uladzimiravič Džyhera (in bielorusso Аляксандр Уладзіміравіч Джыгера?; Minsk, 15 aprile 1996) è un calciatore bielorusso, centrocampista dello Slavija-Mazyr.

## Palmarès

### Club

#### Competizioni nazionali
- Campionato bielorusso: 2

BATĖ Borisov: 2015, 2016
- Coppa di Bielorussia: 1

BATĖ Borisov: 2014-2015
- Supercoppa di Bielorussia: 1

BATĖ Borisov: 2017